# Antoine-Aimé Dorion

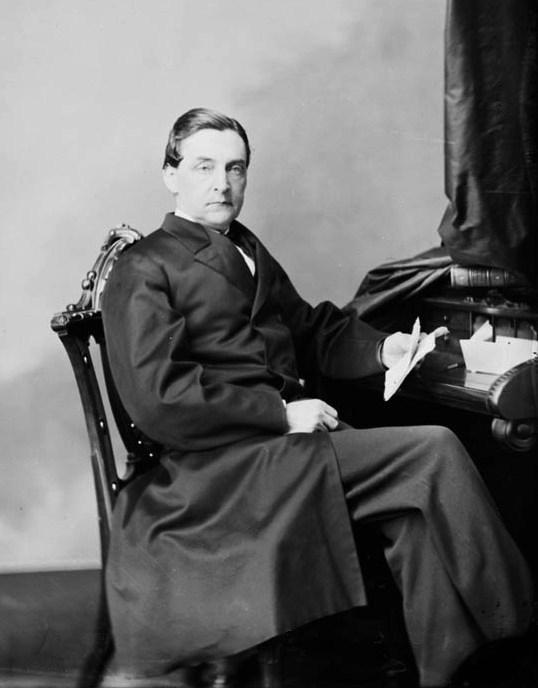

Sir Antoine-Aimé Dorion (ur. 1818, zm. 1891) – kanadyjski polityk, prawnik i wydawca, dwukrotny kopremier rządu Prowincji Kanady.

## Życiorys
Antoine-Aimé urodził się 17 stycznia 1818 w Sainte-Anne-de-la-Pérade (La Pérade) w zamożnej frankofońskiej rodzinie. Odebrał bardzo staranne, klasyczne wykształcenie, po czym studiował prawo. W 1842 został powołany do palestry, a w 1842 był już partnerem w firmie prawniczej Côme-Séraphin Cherrier.
Rodzina Dorion miała długie tradycje polityczne. Już jego dziadek, a także i ojciec, zaangażowani byli w lokalną politykę. Antoine-Aimé wraz ze swym bratem Jean-Baptiste-Éric wstąpił do reformistycznej parti rouge. W przeciwieństwie jednak do radykalnego brata, Antoine-Aimé pozostał we frakcji umiarkowanej, z której w przyszłości miało się wykształcić frankofońskie skrzydło partii liberalnej. W 1851 nastąpił rozłam w partii. Umiarkowane skrzydło zbliżyło się do liberalnych ugrupowań w anglofońskiej Kanadzie Zachodniej, tworząc zalążek partii liberalnej. Antoine-Aimé Dorion rozpoczął wtedy działalność publicystyczną i wydawniczą, powołując nowy organ partii Le Pays. Zastąpił on kontrolowany przez radykałów (w tym przez jego brata) L’Avenir. Od roku 1854 Dorion stał się niekwestionowanym przywódcą frankofońskich liberałów, aż do czasów Konfederacji Kanady w 1867, z krótką przerwą pomiędzy 1861 a 1863. Ten epizod z 1861 związany był z porażką w wyborach na szefa partii, które wygrał George-Étienne Cartier. Wtedy to Dorion udał się na krótką emeryturę. Chwilowe oddalenie od spraw partyjnych umożliwiło konserwatystom i niezależnym liberałom nawiązanie z nim kontaktów i zaproponowanie wielkiej koalicji konserwatywno-liberalnej, która miała znaleźć odpowiedź na problemy polityczne kraju. Po zawarciu wstępnego porozumienia z konserwatystami Dorion z łatwością wygrał kolejne wybory do władz partyjnych, co ostatecznie pozwoliło na zawarcie historycznego kompromisu w 1863. Po upadku rządu koalicyjnego Dorion pozostał w opozycji i zajął się konsolidacją sił reformistycznych, co doprowadziło do powstania jednolitej partii liberalnej.
Dorion wziął udział w konferencji konfederacyjnej w Quebecu, lecz stał się zagorzałym przeciwnikiem konfederacji. Był współautorem manifestu antykonfederacyjnego. Opublikował także wiele artykułów prasowych zwalczających ideę konfederacji. Gdy konfederacja stała się faktem w 1867, Dorion pozostał w partii, utracił jednak nad nią kontrolę w związku z faktem, że nastawienie anty konfederacyjne dominujące w Kanadzie Atlantyckiej nie znalazło zrozumienia w dawnej Prowincji Kanady. Dorion z czasem zrewidował swoje poglądy, lecz nie odzyskał dawnej pozycji. Gdy w 1873 liberałowie pod przywództwem Alexandra Mackenzie przejęli władzę, Dorion wszedł do gabinetu jako minister sprawiedliwości. W 1874 zrezygnował jednak z funkcji ministerialnej, obejmując znacznie mniej eksponowane stanowisko głównego sędziego sądu okręgowego w mieście Quebec. Zmarł 31 maja 1891.